# 15 Геркулеса
15 Геркулеса (лат. 15 Herculis), HD 146452 — кратная звезда в созвездии Геркулеса на расстоянии приблизительно 644 световых лет (около 197 парсек) от Солнца.

## Характеристики
Первый компонент (HIP 79704) — жёлто-оранжевый гигант спектрального класса G7, или K0. Видимая звёздная величина звезды — +7,263m. Масса — около 2,789 солнечных, радиус — около 11,206 солнечных, светимость — около 54,111 солнечных. Эффективная температура — около 4832 K.
Второй компонент (HIP 79699) — оранжевый гигант спектрального класса K. Видимая звёздная величина звезды — +11,558m. Масса — около 1,922 солнечной, радиус — около 48,875 солнечных, светимость — около 397,21 солнечных. Эффективная температура — около 4391 K. Удалён на 61,6 угловых секунд.
Третий компонент — коричневый карлик. Масса — около 28,26 юпитерианских. Удалён от второго компонента в среднем на 1,859 а.е..
Четвёртый компонент (WDS J16160+1126C). Видимая звёздная величина звезды — +12,34m. Удалён от первого компонента на 86,8 угловых секунд, от второго компонента на 106,6 угловых секунд.

## Планетная система
В 2019 году учёными, анализирующими данные проектов HIPPARCOS и Gaia, у звезды обнаружена планета.